# Vormsi
Vormsi (suédois : Ormsö, littéralement : l'Île du serpent) est la quatrième île en taille de l'Estonie. Elle se situe dans le golfe de Riga entre Hiiumaa et le continent, et sa superficie est de 92 kilomètres carrés. Elle forme une municipalité éponyme au sein du Läänemaa.
Déjà au XIIIe siècle, l'île était habitée. Pour la majeure partie du temps, elle fut occupée presque entièrement par des Suédois estoniens dont la population augmenta jusqu'à environ 3 000 personnes avant la Seconde Guerre mondiale. Pendant la guerre, presque toute la population, de même que celle d'autres Suédois vivant en Estonie fut évacuée vers la Suède. L'île est actuellement habitée par environ 350 personnes.
Le nom Vormsi est un dérivé du nom suédois Ormsö, ou « île serpent ». Des traces de l'histoire suédoise peuvent aussi être retrouvées dans d'autres toponymes tous suédois eux aussi : des villages comme Hullo (centre administratif), Sviby (port principal), Söderby, Norrby, Diby, Rälby, Borrby, Kärrslätt, Saxby, Busby, Suuremõisa (Magnushof) et Rumpo ; des lacs comme le Prästvik.

## Galerie

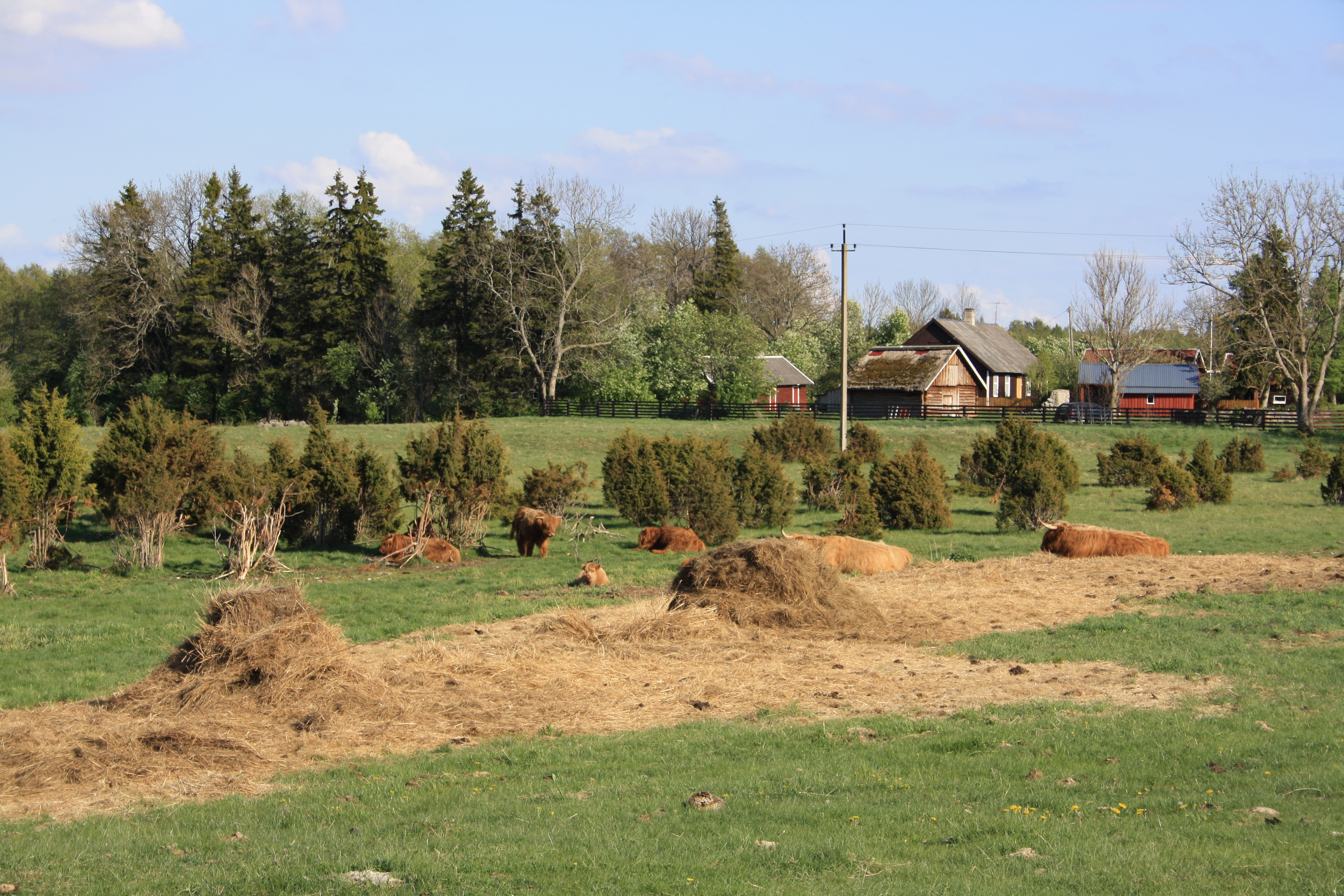
Paddock, Rälby
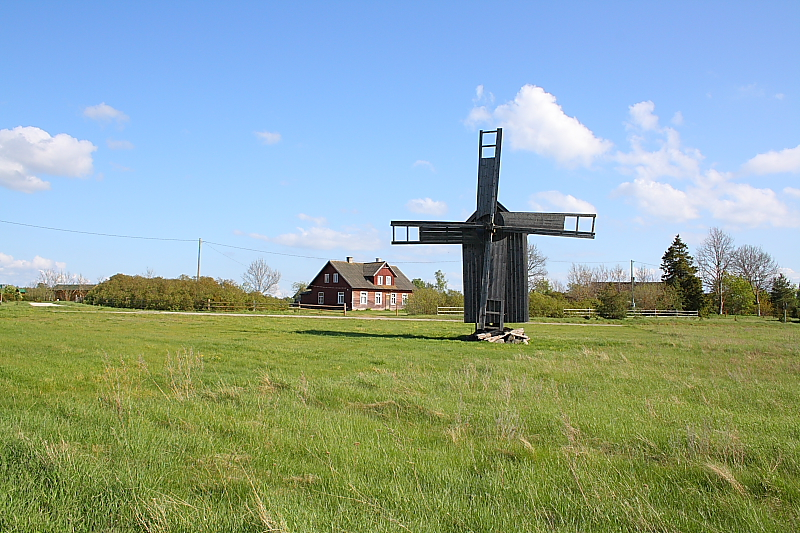
Moulin à vent, Rälby
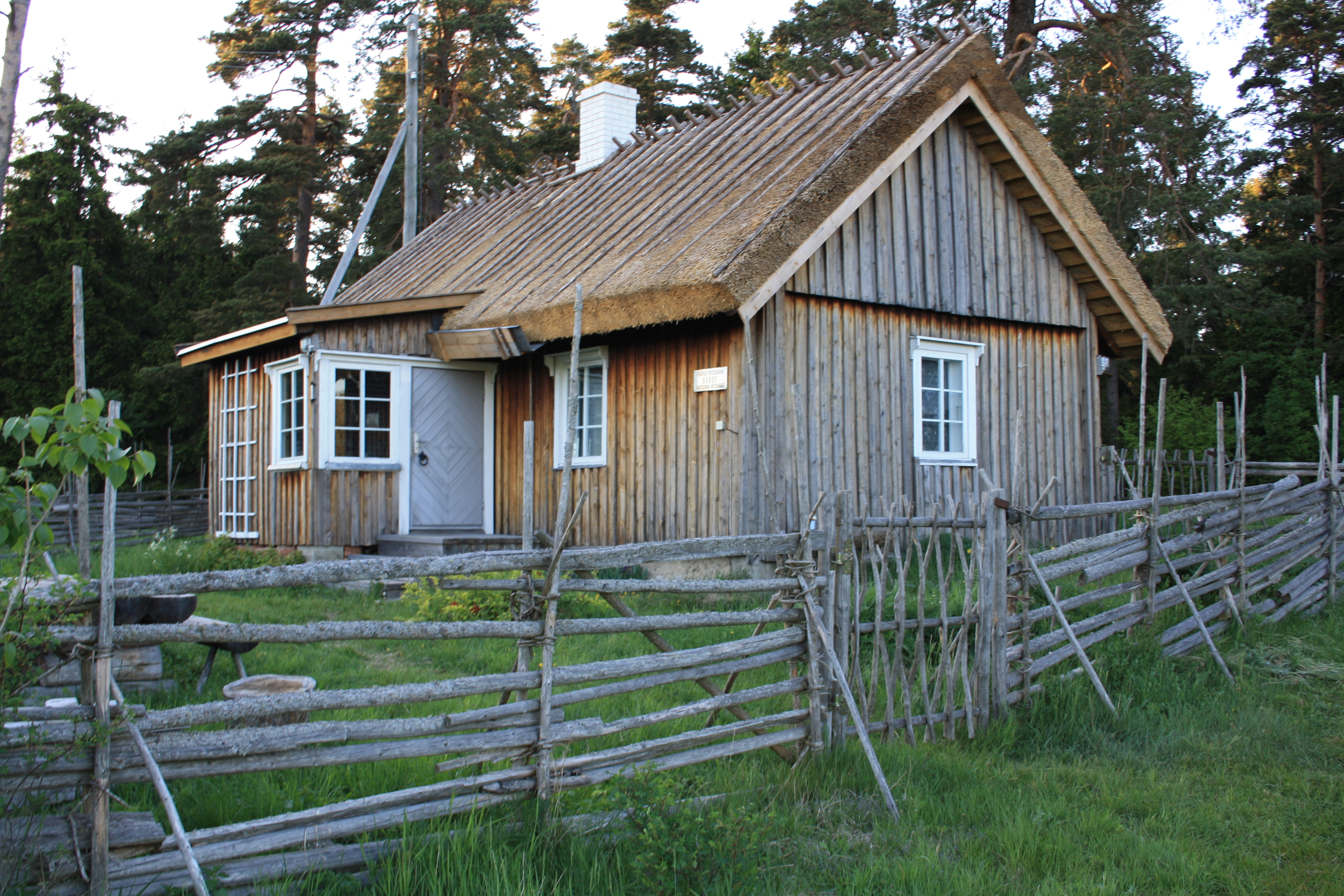
Maison en bois, Hullo
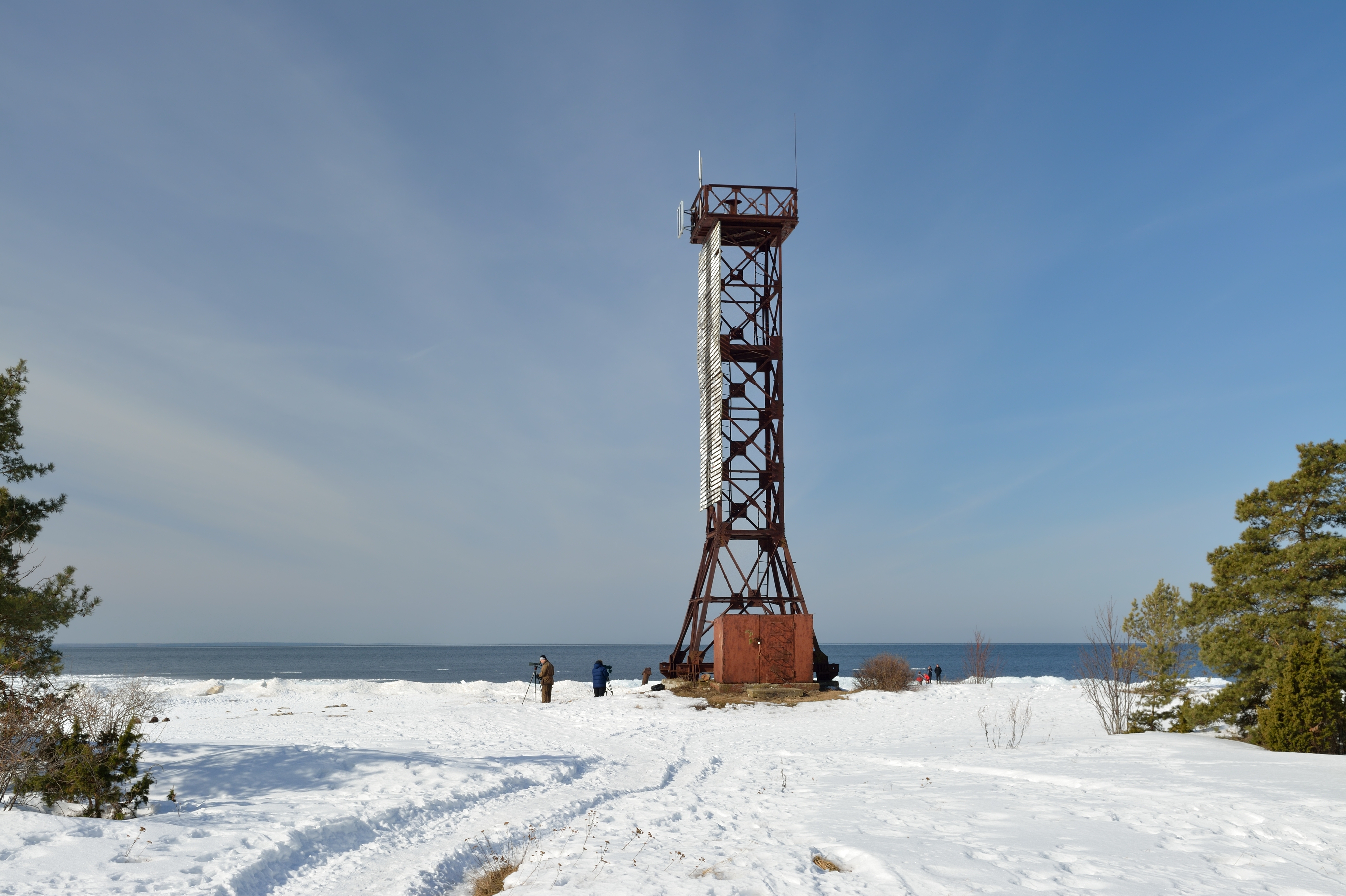